# 毛细管粘度计
毛细管粘度计是通过测定流过毛细管中的流体流量、毛细管出口与入口间的压力差，再根据哈根—泊肃叶 (Hagen-Poisculli) 法则求得流体粘度的一种粘度计。

## 原理
哈根-泊萧叶公式：
{\displaystyle \eta =\;{\frac {\pi R^{4}p}{8VL}}t}

其中：
{\displaystyle v=\;}一段时间{\displaystyle t}内流经毛细管的体积

{\displaystyle R=\;}毛细管半径

{\displaystyle p=\;}毛细管两末端压强差

{\displaystyle L=\;}L毛细管长度
因而只要得到流过的液体体积、时间和加在液体上的压力就可以得到粘度。

## 分类
毛细管粘度计主要有三种类型（分类版本较多）：圆孔-活塞型、玻璃管型和孔型粘度计。圆孔-活塞型粘度计允许承受较大的压力，因此可用于测定高聚物的粘度。
孔型粘度计也叫短管型，小孔型可用于牛顿型流体的粗略测量和粘度比较。玻璃管型粘度及应用广泛，可分为重力型和加压型。重力型一般用于测量牛顿流体，加压型可测量非牛顿流体。玻璃毛细管粘度计种类很多，国外大都以设计者的名字加以命名。它们构造和使用方法均大同小异。下面介绍较为常见的几种：

### 奥斯特瓦尔德粘度计
```
   奥斯特瓦尔德结构如右所示，此粘度计本身为一U型管，一侧由管3和两个测定泡组成，另一侧是测定泡C。三个泡均有上下标以指示规定容积的起始和终止位置。细
```

管3的内径为0.2~0.3mm长7~10cm，一种型号的粘度计常有几种内径不同的细管以测定不同范围的粘度。奥斯特瓦尔粘度计需测定一定体积的液体从测定泡中流出的时间
若因测定液体粘性残留在细管上就会影响测量精度，因此这种粘度及不适合测定粘度过大的液体的粘度。此外，不透明的液体残留会影响对液面位置的观察，因此也不宜测定。

### 乌别洛特粘度计
```
   乌别洛特粘度计比奥斯特瓦尔粘度计多装了一个管，别且在管连接处多加了一个泡如此可使得测量管与大气相连，从而使测量管测量过程中压力保持不变。可减少由液
```

面变化引起的误差，提高测量精度。

### 小孔粘度计
```
   小孔粘度计是一种精度低于1%的粗略粘度计，广泛用于工厂现场进行简单的牛顿粘度测量和比较。这种粘度计由于短管太短，其内孔和薄壁小孔的形状和壁面的光洁度
```

都极易产生误差。故对每一粘度计都需单独测定其粘度计常数和系数。各国都按各自的习惯沿用不同的短管或小孔粘度计，因而种类繁多，常用的有赛博特粘度计（美国）、
雷德伍粘度计（英国），恩格勒粘度计等。这些粘度计构造均大体相同，都是把试料盛于容器中达到一定的高度，使其通过容器底部的短细管或锐孔流出。测定试料从容器中流空所
需时间，或在其底部放一量杯测定一定体积的试料流入量杯所需时间，从而求得粘度。
这种粘度计的出流服从短管和小孔出流定律，因此出流时间和粘度不成简单的线性关系。故通常都用此或进行粘度的比较，或用出流的秒数来表示条件粘度，或按预先制定的
曲线由出流时间转求得粘度。这种粘度计一般不能得倒流动曲线，因此不能用来测定非牛顿流体的粘度。以下介绍两种小孔粘度计：

#### 赛博特粘度计
```
  赛博特粘度计分为为通用和重油粘度计，其主要区别在于短管
```

赛博特粘度计使用时，要先用适当的溶剂把容器和温度计洗干净并干燥，再用试料润湿容器内壁后用软木塞塞住容器底部的空气室下端，调整水平，将试料经100目的金属网过
滤后装进容器中直至溢出。恒温并用细管吸去多余试料后迅速拔去木塞，用秒表计算试料流出所需时间，即用该时间表示条件粘度大小。

#### 雷德伍德粘度计
```
   雷德伍德粘度计有1型号和2型号两种，其结构原理右所示：
```

雷德伍德粘度计用球阀堵塞出流短管，装试料是要先是短管充满，在调节试料液面使其刚好接触容器中的标针顶端，测试时移开球阀的同时用秒表计时，测定一定试料流入量杯
中所需时间，用流出时间表示条件粘度大小。
1. 邬义明；陈克复. . 天津科学技术出版社. 1980: 34–47 （中文）.
2. 苏尔皇. . 国防工业出版社. 1986: 72–105 （中文）.
3. 陈惠钊. . 中国计量出版社. 1994: 43–78 （中文）.